# منطقه کیکوری
منطقه کیکوری یکی از منطقه های استان خلیج واقع در کشور پاپوآ گینه نو می باشد. مرکز این منطقه کیکوری است. این منطقه خود از ۴ فرمانداری محلی تشکیل می گردد که هر فرمانداری به منظور سهولت در امر آمارگیری خود به چند بخش تقسیم می شود.

## تقسیمات
این منطقه دارای ۴ فرمانداری محلی است که اسامی آن ها به شرح زیر است:
- فرمانداری محلی روستایی بائیمورو

- فرمانداری محلی روستایی کیکوری شرقی

- فرمانداری محلی روستایی ایهو

- فرمانداری محلی روستایی کیکوری غربی